# Aberrantidrilus mihaljevici
Aberrantidrilus mihaljevici is een ringworm uit de familie van de Naididae. De wetenschappelijke naam van de soort werd voor het eerst geldig gepubliceerd in 2020 door Vučković, Rodriguez en Kerovec.